# Now I Lay Thee Down
"Now I Lay Thee Down" je prvi singl američkog thrash metal sastava Machine Head s njihovog šestog studijskog albuma The Blackening, objavljen 2007.

## O pjesmi
Pjesmu je napisao Robb Flynn, te je bazirana na priči o Romeu i Juliji. Za pjesmu je snimljen i spot. Na singlu se nalaze dvije vezije pjesme, cijela i skraćena verzija, te pjesma "Aesthetics of Hate".

## Popis pjesama
1. "Now I Lay Thee Down" (Edit) - 3:58
2. "Aesthetics of Hate" - 6:32
3. "Now I Lay Thee Down" - 5:35

## Produkcija
- Robb Flynn : vokal, gitara
- Phil Demmel : gitara
- Adam Duce : bas, prateći vokal
- Dave McClain : bubnjevi